# قدرت سیاسی
قدرت سیاسی (به فرانسوی: Pouvoir politique) نوعی از قدرت است که توسط یک فرد یا گروهی از افراد در یک جامعه اعمال می‌شود. این قدرت می‌تواند با حاکمیت مرتبط باشد، یعنی توانایی تعیین قوانینی که بر جمعیت یک سرزمین خاص اعمال می‌شوند.
روش‌های متعددی برای اعمال چنین قدرتی وجود دارد؛ آشکارترین آن‌ها شامل رهبران رسمی سیاسی یک دولت مانند رئیس‌جمهور، نخست‌وزیر، پادشاه یا امپراتور است. با این حال، قدرت‌های سیاسی محدود به سران دولت یا رهبران نیستند؛ دامنه یک قدرت با نفوذ اجتماعی که فرد یا گروه می‌تواند داشته باشد، سنجیده می‌شود. این تأثیر می‌تواند به صورت رسمی یا غیررسمی اعمال و استفاده شود.
در بسیاری از موارد، حوزه نفوذ به یک دولت محدود نمی‌شود و در این صورت از قدرت بین‌المللی صحبت می‌شود. به‌طور سنتی، قدرت سیاسی از طریق نیروی نظامی، انباشت ثروت و کسب دانش پایه‌گذاری و حفظ می‌شود.

## خطر سوءاستفاده
تاریخ مملو از نمونه‌هایی است که در آن‌ها قدرت سیاسی به‌طور مضر یا نادرست استفاده شده است (سوءاستفاده از قدرت). این امر اغلب زمانی رخ می‌دهد که قدرت بیش از حد در دست تعداد کمی متمرکز شود، بدون فضای کافی برای بحث سیاسی، نقد عمومی یا سایر اشکال فشارهای اصلاحی. نمونه‌هایی از چنین رژیم‌هایی شامل استبداد، ظلم و دیکتاتوری هستند.
برای جلوگیری از چنین مشکلات بالقوه، راه‌حل‌های مختلفی پیشنهاد و اجرا شده‌اند که بیشتر آن‌ها بر تقسیم قدرت (مانند دموکراسی)، محدود کردن قدرت یک فرد یا گروه، افزایش حقوق حفاظتی فردی، ایجاد قوانین یا منشورهایی (مانند اعلامیه حقوق بشر) تمرکز دارند.
مونتسکیو معتقد بود که بدون اصلی که بتواند قدرت‌های قانون‌گذاری، اجرایی و قضایی را محدود و متعادل کند، آزادی وجود نخواهد داشت و هیچ حفاظی در برابر سوءاستفاده از قدرت نخواهد بود. این اصل به‌عنوان تفکیک قوا شناخته می‌شود.
هنری کیسینجر اظهار داشت: «قدرت قوی‌ترین افسون‌گر است».